# Dagsjön (Norra Hestra socken, Småland)
Dagsjön är en sjö i Gislaveds kommun i Småland och ingår i Nissans huvudavrinningsområde.